# Крачимир
Крачимѝр е село в Северозападна България, община Белоградчик, област Видин.

## География
Село Крачимир се намира на около 4 км от три съседни му села: на северозапад Салаш, на североизток Праужда и на юг Стакевци. Разположено е в западната част на Стара планина, в източните поли на граничната с Република Сърбия Светиниколска планина, по прорязващата ги от запад на изток долина на река Станци (Крачимирска река) – малък ляв приток на Стакевска река.
Надморската височина в най-източната част на пътя през селото е около 452 м, а в най-западната част – около 515 м.
Крачимир има пътна връзка по общински път през село Чифлик до неговата махала (квартал) Извос и от там по третокласен републикански път – с общинския административен център Белоградчик.
Населението на село Крачимир, наброяващо 308 души към 1946 г., намалява до 79 души към 1992 г. – средногодишно с по 5, и до 13 души към 2018 г. – средногодишно с по двама – трима.
Село Крачимир се намира в район на географското разпространение в Западна България на така наричания торлашки диалект.

## История
Според съществуващо предание за основаването и името на селото, преди много време двама братя – Крачун и Стайко, живели със семействата си заедно на едно място, на 6 км от бъдещото село Стакевци и на 3 км от бъдещото село Крачимир, но се скарали поради спор и решили да се разделят. Установили се на нови места – Крачун основал село Крачемир, а Стайко – Стакевци.
През 1966 г. дотогавашното име на селото – Крачемѝр, е променено на Крачимир.
Има данни за наличието през периода 1921 – 1944 г. в село Крачимир на начално училище (първи до четвърти клас) „Кирил и Методий“.

## Население
Преброяване на населението през 2011 г.
Численост и дял на етническите групи според преброяването на населението през 2011 г.:
|                     | Численост | Дял (в %) |
| Общо                | 24        | 100,00    |
| Българи             | 24        | 95,70     |
| Турци               | 0         | 0,00      |
| Цигани              | 0         | 0,00      |
| Други               | 0         | 0,00      |
| Не се самоопределят | 0         | 0,00      |
| Неотговорили        | 0         | 0,00      |

## Природни забележителности
При разклона за селата Крачимир и Стакевци се намира карстовият извор с променлив дебит „Стакевско (Крачимирско) врело̀“ или само „Врело̀то“, извиращ от едноименната пещера. Дебитът му се изменя от няколко литра в секунда в края на лятото до над 100 л/сек. през пролетта. Изворът вероятно отводнява кредните варовици от масива на връх Ведерник, разкриващи се северозападно от него. 
Пещерата е водна, многоетажна, разклонена, с обща дължина 333 м и денивелация 22 м. 